# Onthophagus lugubris
Onthophagus lugubris är en skalbaggsart som beskrevs av Fahraeus 1857. Onthophagus lugubris ingår i släktet Onthophagus och familjen bladhorningar. Inga underarter finns listade i Catalogue of Life.